# Alue Dua (Langkahan)
Alue Dua is een bestuurslaag in het regentschap Aceh Utara van de provincie Atjeh, Indonesië. Alue Dua telt 428 inwoners (volkstelling 2010).